# Park Narodowy Big Bend
Park Narodowy Big Bend (ang. Big Bend National Park) – park narodowy położony w USA, w stanie Teksas. Utworzony został w 1944, obejmuje swoją powierzchnią ponad 3242 km² (801 163 akrów) i jest zarządzany przez National Park Service. Nazwa pochodzi od zakola granicznej rzeki Rio Grande, przez co cały rejon nosi nazwę Krainy Wielkiego Zakola. Park ze względu na swe oddalenie (głębokie południe Teksasu) nie należy do często odwiedzanych, a liczba odwiedzających w kolejnych latach XXI wieku zwykle nieznacznie przekraczała 300 tys. osób rocznie, podczas gdy w każdym z pierwszych dziesięciu najpopularniejszych parków przekracza dwa miliony turystów. Park Narodowy Big Bend jest największym obszarem chronionym w Stanach Zjednoczonych i w całości znajduje się na pustyni Chihuahua. Centrum parku zajmują góry Chisos Mountains z najwyższym szczytem Emory Peak (2385 m n.p.m.).

## Historia
Trudno określić, kiedy najwcześniej tereny parku były zamieszkałe, jednak istniejące petroglify na skałach wskazują, że teren parku był co najmniej odwiedzany przez Paleoindian w okresie 6 do 4,5 tys. lat p.n.e. Przed przybyciem Europejczyków tereny parku zamieszkiwali Indianie z kultury Jornado Mogollón, a także Jumano i Chisos.

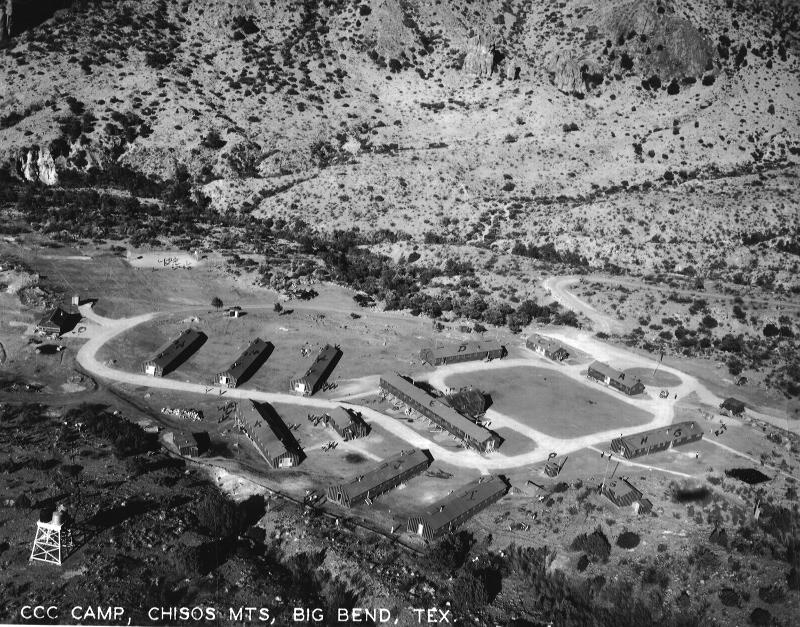
Obóz Civilian Conservation Corps w Chisos Basin w latach 1934-37

Określeniem Despoblado (pol. Pusta ziemia) hiszpańscy konkwistadorzy nazywali niemal bezludną ziemię leżącą na północ od rzeki Rio Grande. Pierwszym Europejczykiem, który dotarł do terenów parku był hiszpański konkwistador Álvar Núñez Cabeza de Vaca w 1535 roku. Wraz z trzema pozostałymi przy życiu towarzyszami pokonał te tereny pieszo podążając do Kalifornii. Ten dziki i pusty obszar długo uznawano za ziemię niczyją. Przed przybyciem białych osadników w niedostępnych terenach ukrywali się Komancze i Apacze ze szczepu Mescalero, którzy napadali wioski leżące w północnym Meksyku, oraz bandyci najeżdżający rancza po stronie amerykańskiej.
W latach 80. XIX wieku na tereny dzisiejszego parku przybyli górnicy, którzy działali do lat 40. XX wieku. Działalność górnicza rozpoczęła się na zachodnich obrzeżach współczesnego parku, kiedy odkryto tam pokłady srebra. Powstały dwa obozy górnicze o nazwach Marfa i Mariposa, które przekształciły się w miasto o nazwie Terlingua. Miasto w 1913 roku liczyło już ponad 1000 mieszkańców, otwarto w nim szkołę i inne budynki użyteczności publicznej. W 1922 roku 40% produkcji srebra w USA pochodziło z kopalni w tym rejonie. Oprócz srebra, po odkryciu pokładów cynabarytu zaczęto produkcję rtęci. W okresie największej prosperity w okolicy Terlingua oraz na terenie obecnego parku istniało 30 niezależnych kopalni rtęci, których szkody środowiskowe są obserwowane do chwili obecnej. Po zbankrutowaniu największej kopalni (Chisos Mining Company) w 1942 roku miasto stopniowo opustoszało i dopiero w latach 60. pojawili się ponownie mieszkańcy, którzy obecnie najczęściej zajmują się obsługą ruchu turystycznego (przewodnicy po górach i spływy Rio Grande oraz dwa motele). Jedna z kopalń rtęci istniała do 1973 roku, jednak na skutek zagrożeń związanych z toksycznością odpadów, podobnie jak i inne kopalnie rtęci w USA została zamknięta. W 1996 roku miejscowość liczyła 25 osób, a w 2010 roku 58 osób.
W maju 1933 roku utworzono park stanowy Texas Canyons State Park. Krótko później zmienił on nazwą na Big Bend State Park. W parku nie było dróg i dlatego do ich budowy skierowano Civilian Conservation Corps, który działał na terenie parku z przerwami do 1942 roku. W 1944 roku decyzją Franklina Delano Roosevelta wykupiono z funduszy federalnych wyeksploatowane i zdewastowane tereny. Dnia 6 lipca prezydent podpisał Akt Kongresu tworzący Big Bend National Park. W roku 1972 Kongres Stanów Zjednoczonych zaaprobował przeznaczenie funduszy na wykup ziemi z rąk prywatnych co sprawiło, że powierzchnia parku zwiększyła się o ponad 400 km² i osiągnęła obecną wielkość. W 1976 roku park został wpisany na listę rezerwatów biosfery UNESCO.
Na terenie Parku Big Bend jest dziewięć miejsc zaliczanych do zasobów kulturowych Stanów Zjednoczonych. Są to miejsca związane z ludźmi oraz historią regionu, co spowodowało ich wpisanie na listę National Register of Historic Places. Należą do nich między innymi Castolon Historic District (punkt handlowy ang. trading post), Hot Springs Historic District (otoczenie źródeł wód leczniczych), Mariscal Mining District (region górniczy), pozostałości rancza Homera Wilsona (Homer Wilson Ranch), rancza Estelle, Luna's Jacal (pastwiska oraz pomieszczenia używane w wypasach meksykańskich kóz) oraz trzy inne miejsca wykopalisk archeologicznych.

## Geografia parku

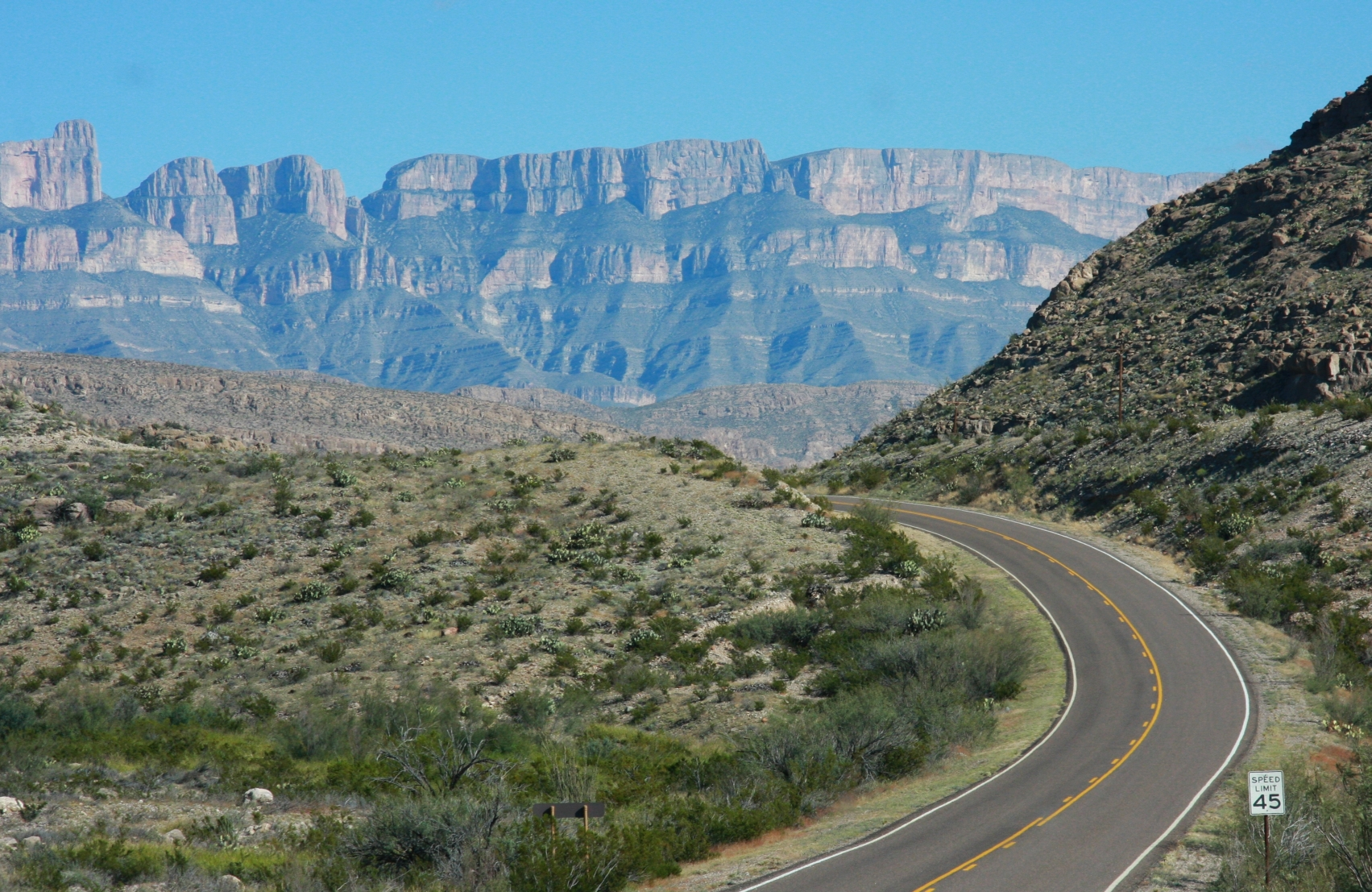
Widok na Sierra del Carmen w pobliżu Boquillas Canyon

Park jest położony na południu Teksasu, wzdłuż granicznej rzeki Rio Grande, obejmując 180 km jej biegu. Rzeka płynie poprzez zróżnicowany krajobrazowo teren. Od otwartej pustyni Chihuahua, poprzez trzy spektakularne kaniony (Santa Elena, Mariscal i Boquillas Canyon), czy też wzdłuż kilkusetmetrowych ścian (do 460 m), na krawędzi Sierra del Carmen. Wyniesienie nad poziom morza zawiera się w przedziale od 550 m n.p.m. w korycie rzeki Rio Grande wypływającej z parku do szczytu Emory Peak w centralnej części parku zwanej Górami Chisos osiągającego wysokość 2387 m n.p.m. (7832 stóp).
Właściwości ekosystemu na terenie parku są podstawą do podziału parku na trzy ekoregiony. Są to Chihuahuan Desert Grasslands, Low Mountains and Bajadas oraz Chihuahuan Montane Woodlands.

### Geologia
Budowa geologiczna parku jest bardzo zróżnicowana. Teren został ukształtowany zarówno na skutek procesów plutonicznych, jak i wulkanicznych. W rzeźbie terenu występują elementy tworzących się cyklicznie ryftów, uskoków, fałdów, basenów endoreicznych oraz gór powstających na skutek nachodzących na siebie płyt tektonicznych.
Najstarsze ruchy górotwórcze miały miejsce w okresie wczesnego permu (330–285 mln lat temu), kiedy to skały osadowe z dna morza Środkowego Zachodu zostały nasunięte z południa w wyniku kolizji płyty południowoamerykańskiej z płytą północnoamerykańską. Park prawie w całości leży na płycie południowoamerykańskiej (oprócz wybrzeża Teksasu jest to jedyny fragment USA), natomiast granica styku płyt przebiega ukosem wzdłuż zachodnich granic parku.
Kolejne ruchy miały miejsce w późnej kredzie (lata 200–85 mln temu), kiedy tworzący się ryft pomiędzy Ameryką Północną a Południową (w wyniku którego powstała Zatoka Meksykańska), obniżył teren parku. Na przełomie późnej kredy i wczesnego trzeciorzędu została ukształtowana wschodnia część parku, oraz wyniesione sąsiednie góry Sierra del Carmen, a także Santiago Mountains.
Góry z centralnej części parku – Chisos Mountains – powstały 46 do 28 mln lat temu na skutek procesów plutonicznych i wulkanicznych. W wyniku działań wulkanicznych powstały Rosillos Mountains, McKinney Hills oraz Grapevine Hills – fragment Chisos Mountains bardzo chętnie odwiedzany ze względu na swoją widowiskowość. Skały wulkaniczne występują w centralnej i południowo-zachodniej części parku, z wyłączeniem najdalej wysuniętych fragmentów na zachód, w których są osadowe skały trzeciorzędowe i czwartorzędowe. Wzdłuż zachodniej części parku biegnie granica Pasa orogenezy Marathon silnie sfałdowanego terenu powstałego na skutek ruchów endogenicznych i transgesji na pograniczu płyt. Właśnie ten obszar jest bogaty w takie pierwiastki jak rtęć (Hg), uran (U) i fluor (F), z których ten pierwszy był długo eksploatowany na skalę przemysłową.
W wyniku najmłodszych ruchów tektonicznych sprzed 2 mln lat powstały uskoki, których efektem są spektakularne kaniony rzeki Rio Grande – Santa Elena Canyon i Boquillas Canyon. Uskok tworzący Boquillas Canyon jest fragmentem monokliny Sierra del Carmen-Santiago Mountain i biegnie wzdłuż wschodnich granic parku.

### Klimat

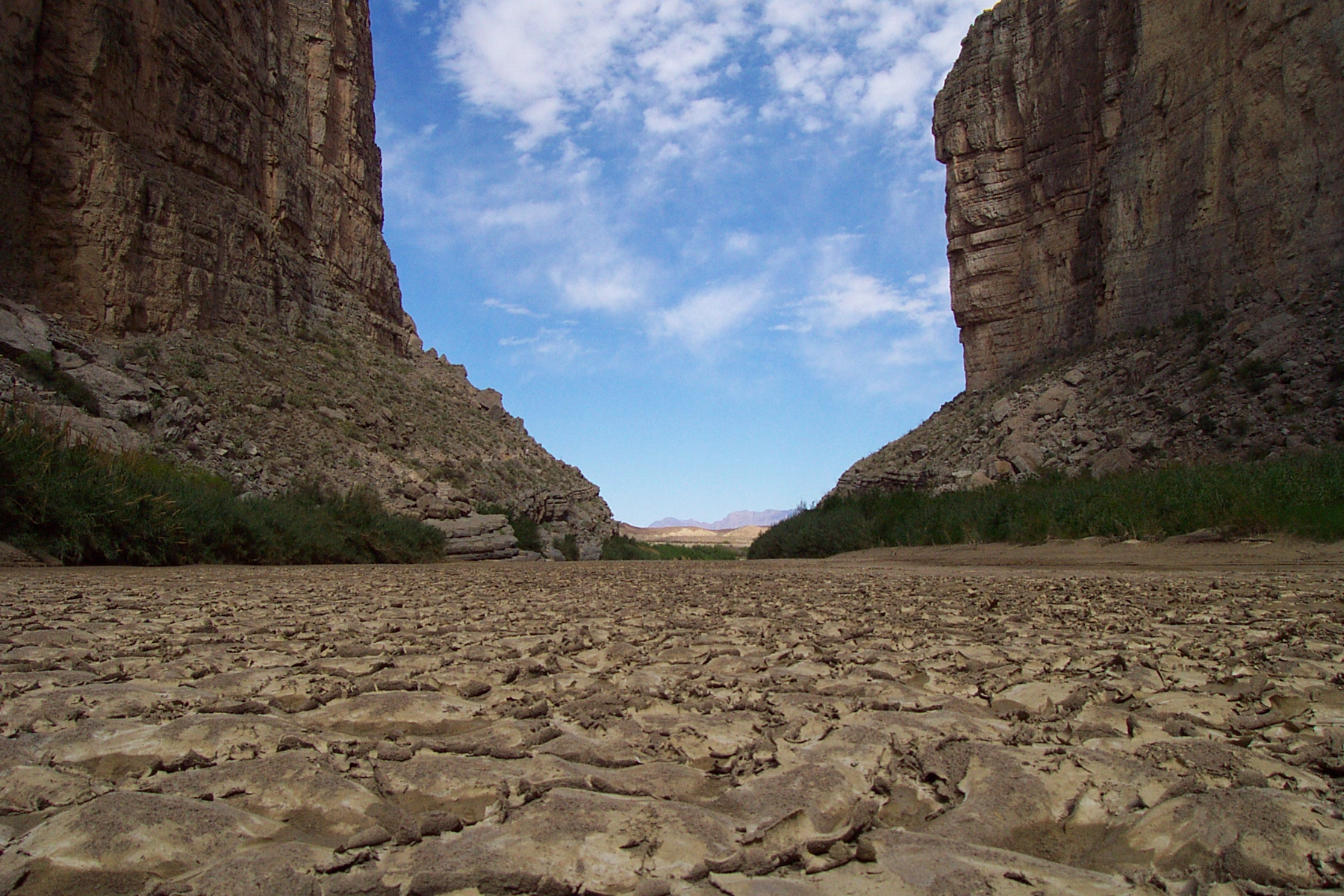
Muł w wyschniętym korycie rzeki Rio Grande

Zmienne ukształtowanie terenu parku oraz różnica wyniesienia nad poziom morza wpływa zarówno na temperaturę, jak i na wysokość opadów. Wysokość opadów jest stosunkowo niska na terenie całego parku, jednak średnioroczna ich wielkość na różnych poziomach może się różnić nawet trzykrotnie. Rzeki występujące w parku są okresowe i nawet graniczna rzeka Rio Grande, której źródła znajdują się w odległych o 2000 km Górach Skalistych, ma często w lecie tylko kilkanaście centymetrów głębokości.
Średnie opady dla stacji meteorologicznej w Chichos Basin wynoszą 448,8 mm, podczas gdy dla stacji w Castolon 260,0 mm, a średnioroczna temperatura odpowiednio 16,8 C° oraz 21,0 C°. Miesięczne dane dla wymienionych stacji zostały przedstawione w tabelach poniżej.
| Miesiąc                                                                      | Sty | Lut | Mar | Kwi  | Maj  | Cze  | Lip  | Sie  | Wrz  | Paź  | Lis | Gru | Roczna |
| ---------------------------------------------------------------------------- | --- | --- | --- | ---- | ---- | ---- | ---- | ---- | ---- | ---- | --- | --- | ------ |
| Rekordy maksymalnej temperatury [°C]                                         | 32  | 36  | 41  | 43   | 46   | 47   | 46   | 46   | 43   | 41   | 37  | 32  | 47     |
| Średnie temperatury w dzień [°C]                                             | 20  | 24  | 28  | 33   | 38   | 40   | 39   | 38   | 36   | 31   | 25  | 20  | 31     |
| Średnie temperatury w nocy [°C]                                              | 1   | 4   | 8   | 13   | 19   | 23   | 24   | 23   | 20   | 14   | 7   | 2   | 11     |
| Rekordy minimalnej temperatury [°C]                                          | -14 | -15 | -6  | -2   | 7    | 6    | 16   | 18   | 8    | -2   | -6  | -14 | −15    |
| Opady [mm]                                                                   | 9.4 | 7.4 | 5.8 | 10.4 | 24.4 | 36.8 | 43.4 | 41.1 | 37.3 | 26.9 | 9.1 | 7.6 | 260,1  |
| Źródło: The Western Regional Climate Center 02 05 2014                       |     |     |     |      |      |      |      |      |      |      |     |     |        |
| Źródło #2: Temperatury rekordowe; Western Regional Climate Center 07 05 2014 |     |     |     |      |      |      |      |      |      |      |     |     |        |

| Miesiąc                                                                      | Sty  | Lut  | Mar  | Kwi  | Maj  | Cze  | Lip  | Sie  | Wrz | Paź  | Lis  | Gru | Roczna |
| ---------------------------------------------------------------------------- | ---- | ---- | ---- | ---- | ---- | ---- | ---- | ---- | --- | ---- | ---- | --- | ------ |
| Rekordy maksymalnej temperatury [°C]                                         | 28   | 29   | 36   | 36   | 37   | 39   | 39   | 37   | 36  | 34   | 32   | 31  | 39     |
| Średnie temperatury w dzień [°C]                                             | 15   | 17   | 20   | 25   | 28   | 30   | 29   | 29   | 26  | 23   | 18   | 15  | 23     |
| Średnie temperatury w nocy [°C]                                              | 3    | 4    | 7    | 11   | 15   | 17   | 18   | 17   | 15  | 11   | 6    | 3   | 11     |
| Rekordy minimalnej temperatury [°C]                                          | -19  | -17  | -11  | -4   | 3    | 7    | 12   | 11   | 1   | -7   | -11  | -16 | −19    |
| Opady [mm]                                                                   | 17.3 | 14.7 | 10.4 | 15.7 | 40.4 | 56.1 | 86.1 | 79.2 | 63  | 38.4 | 14.5 | 13  | 448,8  |
| Źródło: The Western Regional Climate Center 02 05 2014                       |      |      |      |      |      |      |      |      |     |      |      |     |        |
| Źródło #2: Temperatury rekordowe; Western Regional Climate Center 07 05 2014 |      |      |      |      |      |      |      |      |     |      |      |     |        |

## Walory naturalne
Park jest ceniony ze względu na swe unikatowe walory geologiczne, zróżnicowaną roślinność pustynną oraz bogatą faunę. W parku jest więcej gatunków ptaków, nietoperzy i kaktusów niż w jakimkolwiek innym parku w Stanach Zjednoczonych.

### Flora

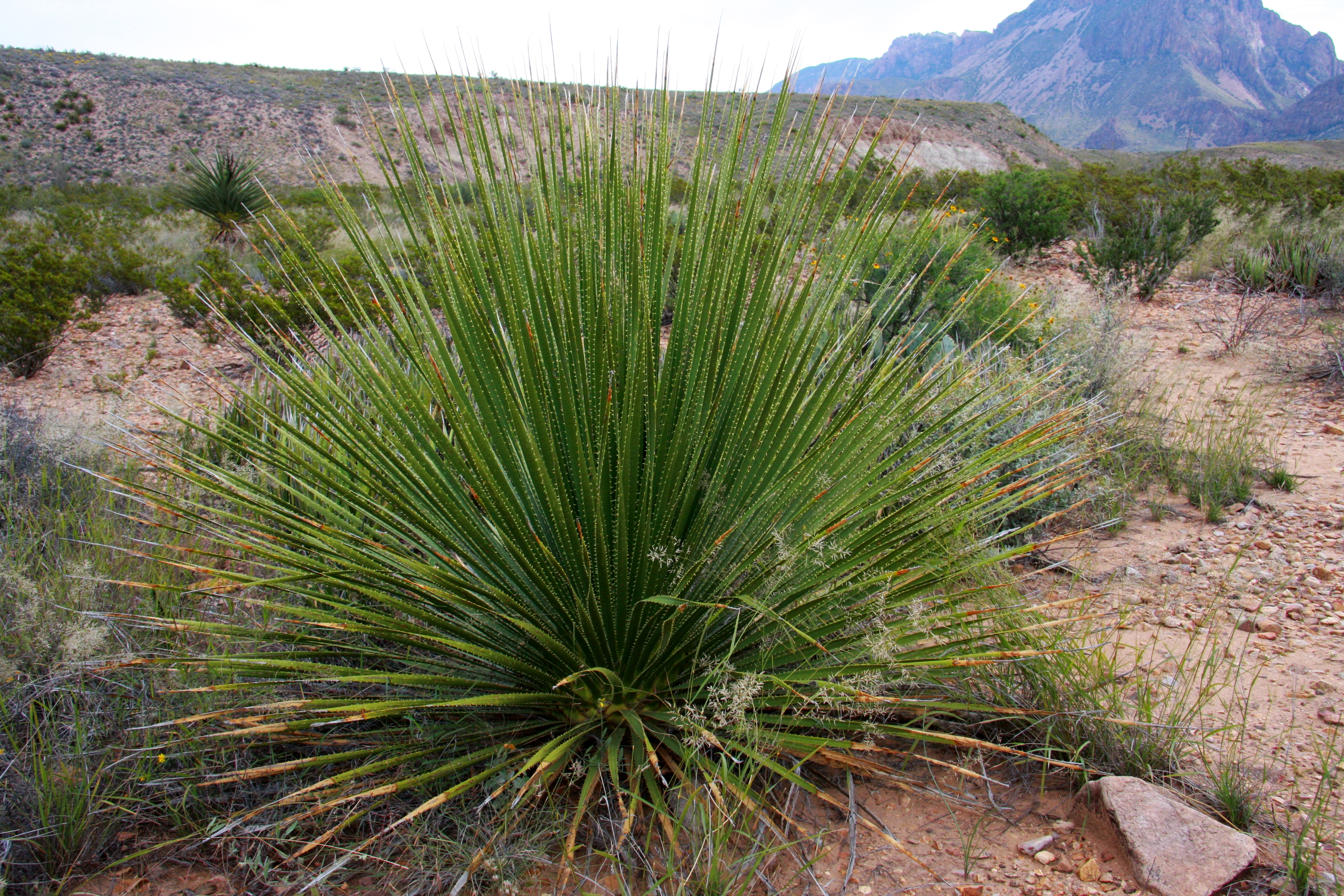
Sotol (Dasylirion liophyllum) – powszechnie występująca roślina z rodziny szparagowatych

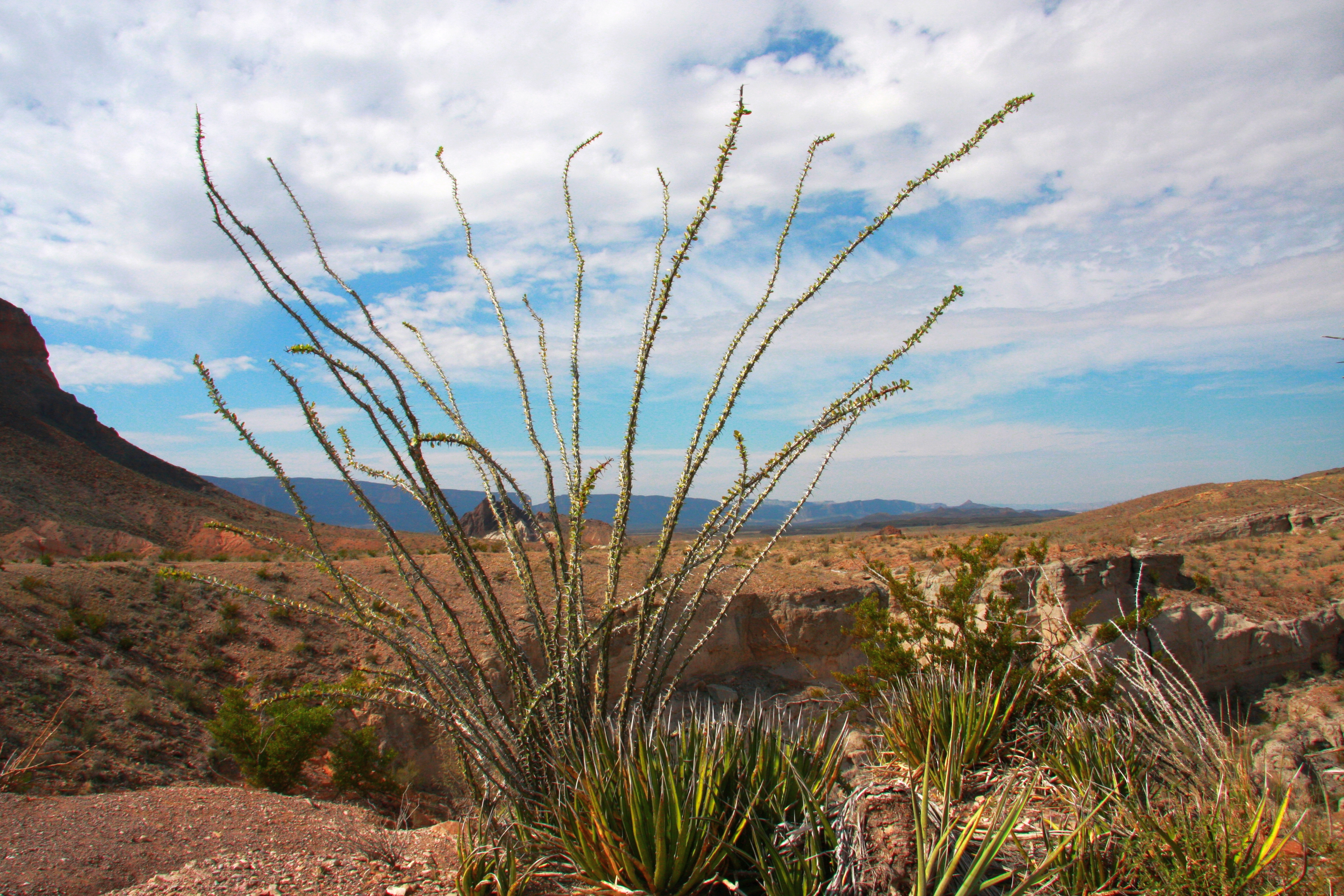
Krzew ocotillo niedaleko Kanionu Santa Elena

#### Kaktusy i inne sukulenty
W parku rośnie ponad 1200 gatunków roślin (w tym ponad 60 gatunków kaktusów). Bardzo duża liczba kaktusów jest wynikiem lokalizacji parku oraz różnorodności rzeźby w parku. Big Bend znajduje się na północnym skraju pustyni Chihuahua, która jest znana z bogactwa kaktusów. Jednak na skład gatunkowy parku mają również wpływ okoliczne biotopy takie jak Płaskowyż Edwardsa, Tamaulipas scrub, Sierra Madre i południowe Góry Skaliste. Różnorodność siedlisk stworzonych przez różnorodność elewacji, geologii oraz gleb pozwala na zajęcie przez wiele gatunków niewielkich obszarów najbardziej odpowiedniego siedliska na terenie parku.
Do najbardziej zróżnicowanych rodzajów należy na przykład opuncja reprezentowana przez 16 gatunków. W parku rośnie wiele przystosowanych do pustynnych warunków sukulentów, nie będących kaktusami, a należących do agawowatych jak np. jukki czy też szparagowatych jak np. draceny. Interesującym sukulentem jest wilczomlecz Euphorbia antisyphilitica służący do pozyskiwania wosku roślinnego kandelila. Inną rośliną pustynnego południa Stanów Zjednoczonych jest występująca często na całym obszarze parku Fouquieria splendens nazywana popularnie „ocotillo” lub Kaktusem Jakuba.

#### Preria
W przeszłości duże obszary, pustynnych obecnie terenów, pokryte było trawami tworząc prerię i środowisko do życia dla wielu zwierząt żywiących się trawami. Około 1880 roku zmiany klimatu spowodowały postępujące pustynnienie, co sprawiło, że na początku XX wieku takie zbiorowiska pozostały wyłącznie w północnej części parku. Postępująca erozja krajobrazu oraz, co bardziej szkodliwe, erozja gleb i zanikanie traw miało miejsce przez cały wiek, do 2000 roku, w którym to władze parku uruchomiły projekt mający za zadanie co najmniej zatrzymanie tego procesu, a jeśli się uda to nawet częściowe jego odwrócenie. Dużym nakładem środków ukształtowano mikro-powierzchnie zatrzymujące wody opadowe, posadzono rośliny, które chronione są porozkładanymi gałęziami przed erozją wietrzną. Trawy sadzi się pasami, odległymi od siebie o kilka-kilkanaście metrów, licząc na to, że pozostawiony teren zarośnie samoistnie. Do 2009 roku, z udziałem całej rzeszy ochotników zrekultywowano w ten sposób 316 akrów (ok. 128 ha).

#### Drzewa i krzewy

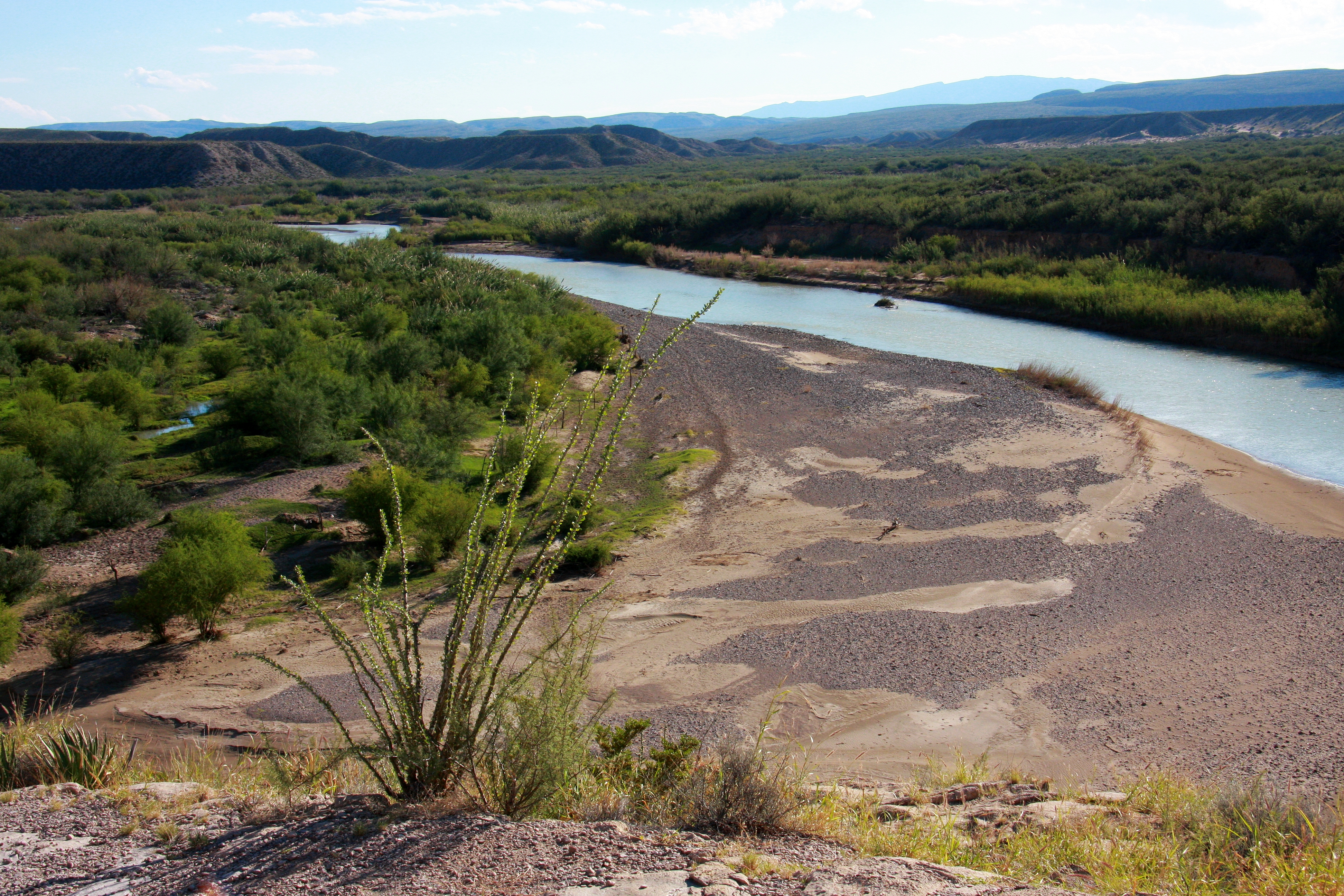
Roślinność wzdłuż Rio Grande w pobliżu Boquillas Canyon

Rośliny drzewiaste są lokalnie dość ubogą w gatunki grupą roślin. Ich występowanie ogranicza się do wąskiego pasa wzdłuż brzegu rzeki Rio Grande oraz centralnej części masywu gór Chisos.
W Chisos basin występuje ubogi las pinyonowo-dębowo-jałowcowy. Wspólna nazwa pinyon (hiszp. piñon) jest stosowana dla ośmiu gatunków sosen rosnących w Meksyku oraz południowo-zachodniej części Stanów Zjednoczonych. Z grupy tej w parku najczęściej spotyka się Pinus edulis oraz Pinus cembroides. Ponadto z sosen często występuje sosna żółta (P. ponderosa). Oprócz sosen występują topola osikowa (Populus tremuloides), daglezja zielona (Pseudotsuga menziesii), jałowiec grubokory (Juniperus deppeana) oraz osiem gatunków dębów.
Wzdłuż rzeki rosną drzewa topoli Populus fremontii, kolczaste krzewy z rodziny bobowatych – Prosopis glandulosa oraz popularnie zwane „słodką akacją” drzewa Vachellia farnesiana var. farnesiana.

### Fauna
Faunę parku reprezentuje 11 gatunków płazów, 56 gatunków gadów, 40 gatunków ryb, 75 gatunków ssaków, 450 gatunków ptaków i około 3600 gatunków owadów.

#### Ssaki

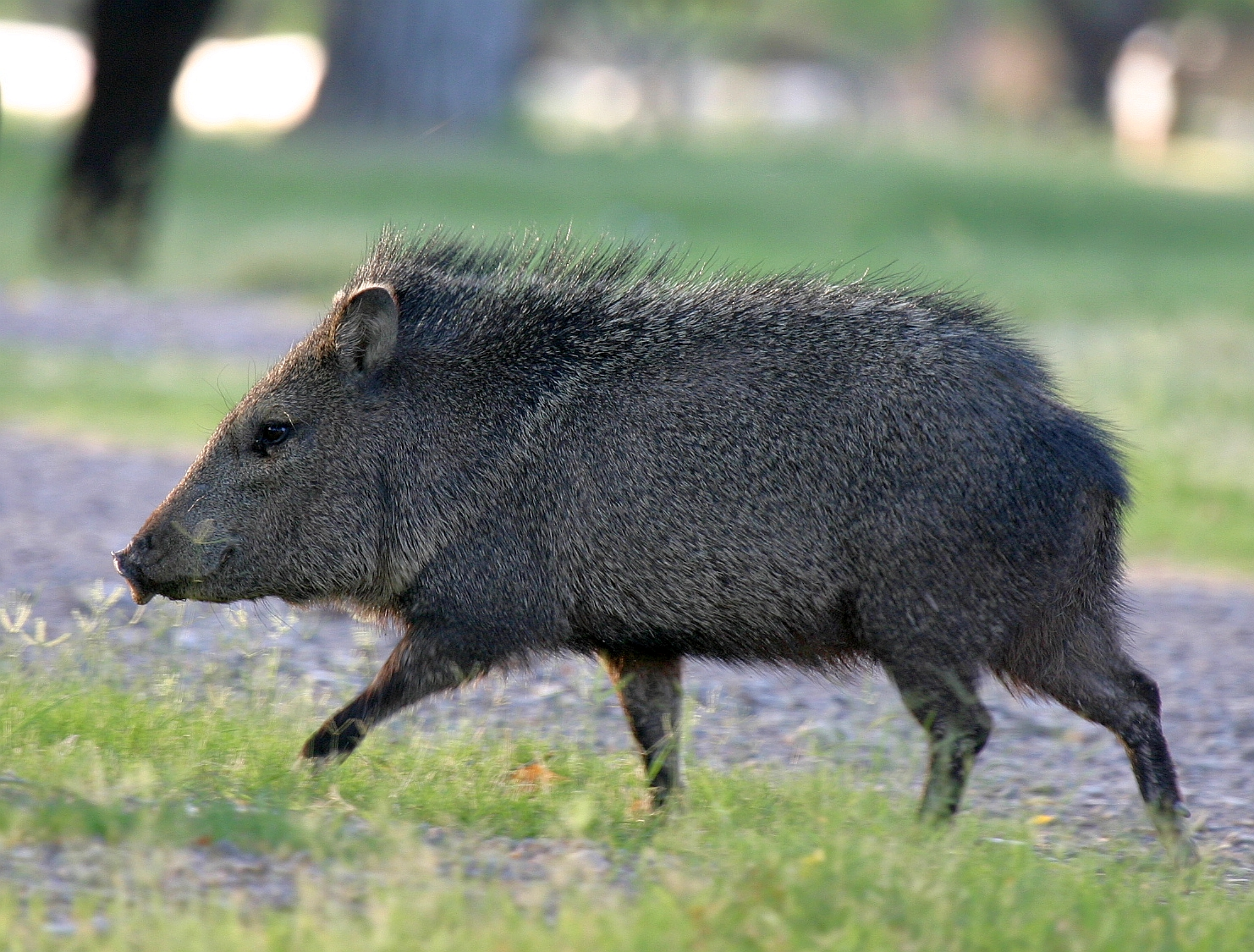
Pekariowiec obrożny przebiegający przez kamping Cottonwood

Największym spotykanym zwierzęciem w parku jest niedźwiedź czarny (Ursus americanus), który pod koniec XIX wieku był powszechny, lecz przed założeniem parku został wytrzebiony i pojawiał się tu sporadycznie. Jednak od lat 80. XX wieku baribale, dość powszechnie występujące w górach Sierra del Carmen, leżących po drugiej stronie Rio Grande, zaczęły przenikać na teren parku i od połowy lat 90. notuje się rocznie kilkaset obserwacji tych zwierząt. Spotkać można także samice z młodymi co może być niebezpieczne, lecz z drugiej strony świadczy o tym, że zwierzęta te zadomowiły się już na dobrze i się rozmnażają.

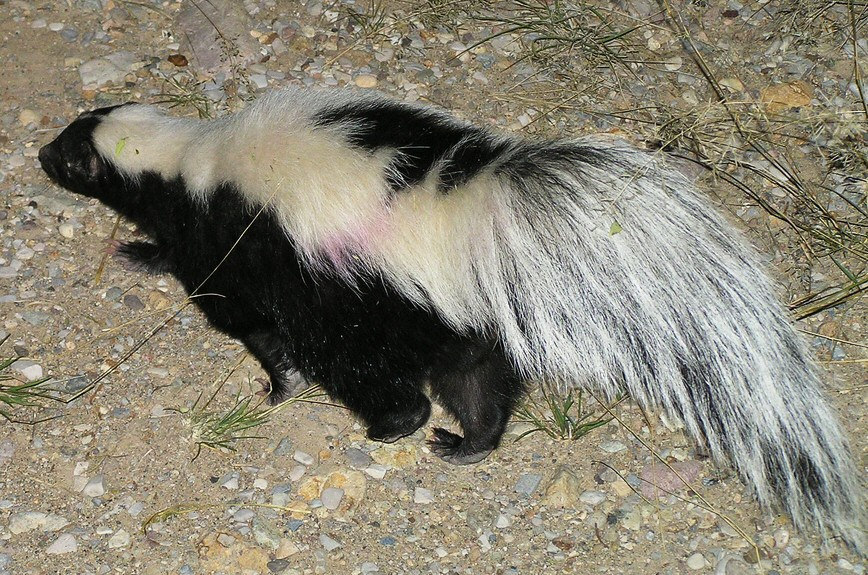
Skunks zwyczajny w Big Bend NP

W parku występuje także największy amerykański kot drapieżny – kuguar (Puma concolor). Ponadto z dużych zwierząt w parku są jelenie wirginijskie, mulaki i wilki. Ze względu na wysokie temperatury wiele zwierząt swą aktywność przejawia wieczorami i nocą. Do takich należy występujący w parku najmniejszy z gatunków pekari pekariowiec obrożny, nazywany potocznie javelina lub „meksykańską świnką”.
Na otwartych, pagórkowatych terenach występuje zając wielkouchy. Jest zwierzęciem dobrze przystosowanym do lokalnego środowiska, o bardzo dobrym maskowaniu, umiejącym w czasie ucieczki oddawać susy do 6 m długości i biec z prędkością do 60 km/ha. Młode rodzą się z otwartymi oczyma i potrafią już po kilku minutach uciekać. Jest to typowo terytorialne zwierzę zajmujące obszar tylko od 1-3 km². Stanowi on pożywienie dla wielu drapieżników. Oprócz wcześniej wymienianych na zające polują występujące w Big Bend NP skunksy i kojoty, a także ptaki drapieżne oraz gady.
W parku występuje 20 gatunków nietoperzy, w tym niektóre unikatowe dla Stanów Zjednoczonych. Do takich należy roślinożerny smukłonosek duży, odpowiedzialny m.in. za zapylanie niektórych kaktusów.

#### Ptaki

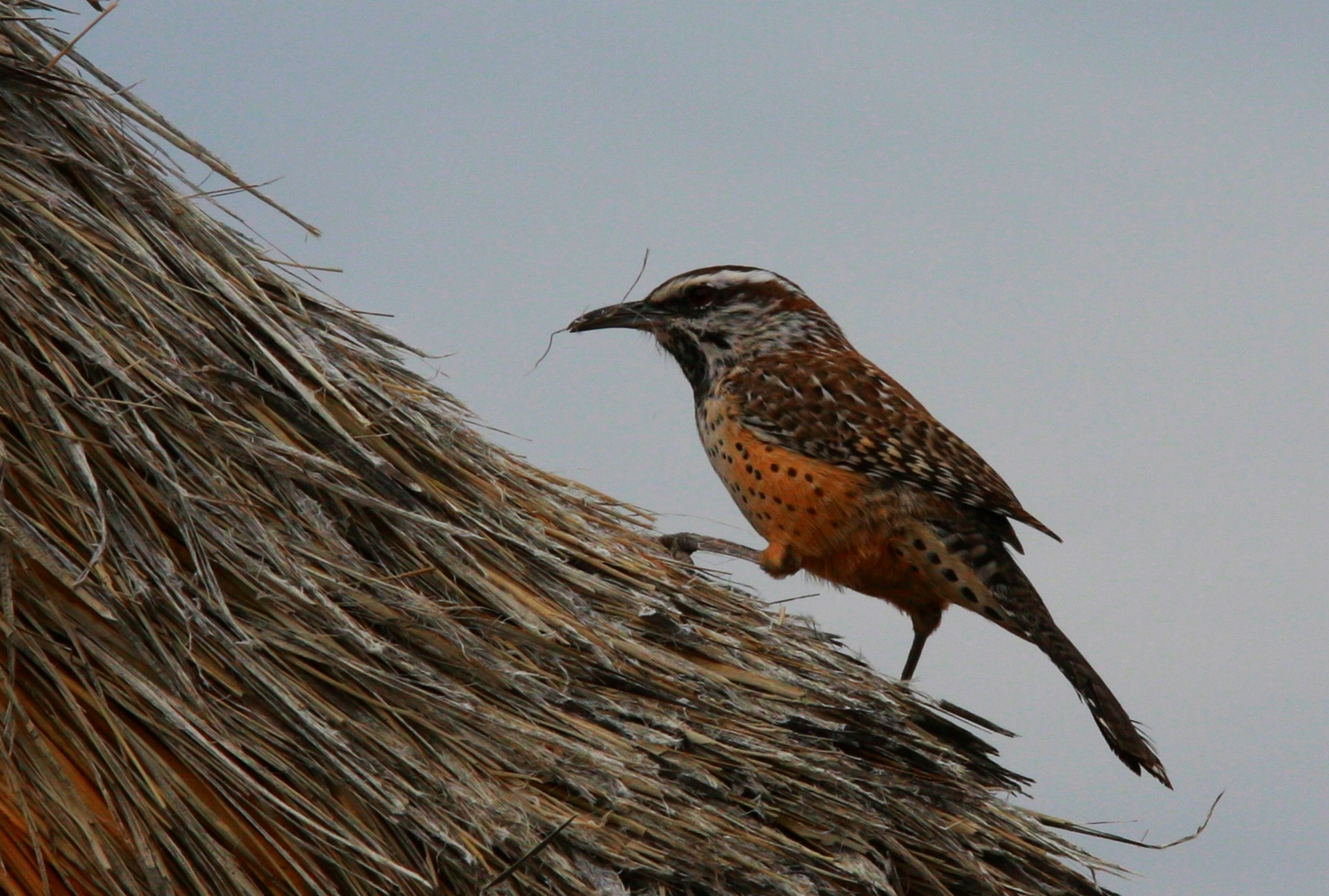
Brunatniczek kroplisty zbiera materiał na gniazdo z jukki w Big Bend NP

Big Bend National Park szczyci się możliwością obserwacji ponad 450 gatunków ptaków, co jest połową wszystkich gatunków ptaków Ameryki Północnej. Oprócz gniazdujących ptaków jest to miejsce zimowania wielu gatunków z północy USA i Kanady, a także trasa migracji ptaków udających się dalej na południe. Z dużych ptaków drapieżnych w parku występują orzeł przedni oraz sępnik czarny i sępnik różowogłowy z rodziny kondorowatych. Do rzadszych ptaków należą zagrożone wyginięciem sokół wędrowny, myszołowik prążkowany i myszołów czarny. W górach Chisos od kilku lat obserwuje się przepióra perlistego, ptaka z rodziny przepiórów, który zanikł w Stanach Zjednoczonych w latach 30. XX wieku, a obecnie jest reintrodukowany.
Jeżdżąc po drogach na terenie parku często drogę przebiega jeden z najpopularniejszych ptaków w parku – kukawka kalifornijska, nielot z rodziny kukułkowatych żywiący się gryzoniami, jaszczurkami i wężami (w tym grzechotnikami) oraz skorpionami.

#### Gady
Pustynne środowisko parku jest bardzo sprzyjające dla wielu gadów. W parku występuje 31 gatunków węży (w tym 4 grzechotniki), 22 gatunki jaszczurek oraz 7 gatunków żółwi. W wodach Rio Grande, na wystających kamieniach często można zauważyć wygrzewające się żółwie czerwonolice. Najczęściej spotykanymi wężami w parku są Masticophis flagellum oraz inne z rodzaju Masticophis, natomiast największy jest Pituophis catenifer.

## Turystyka
Big Bend National Park sąsiaduje bezpośrednio z trzema innymi parkami, jednym teksańskim i dwoma w Meksyku. Na zachód znajduje się park stanowy Big Bend Ranch. Od południowego zachodu leżący w stanie Chihuahua park Narodowy Kanionu Santa Elena (hiszp. Parque nacional Cañón de Santa Elena), natomiast od południowego wschodu leżący w stanie Coahuila Park Narodowy Maderas del Carmen (hiszp. Parque Nacional Maderas del Carmen). Ze względu na oddalenie od jakichkolwiek miejscowości turyści powinni zaopatrzyć się w paliwo do samochodu (jedyna stacja znajdująca się przy Panther Junction jest otwarta okresowo, a paliwo jest bardzo drogie), wodę pitną i prowiant. W punktach turystycznych na terenie parku można kupić tylko przekąski i wodę. Ponadto ze względu na oddalenie zasięg sieci komórkowych jest bardzo słaby, a najczęściej nie ma go wcale.

### Dojazd do parku

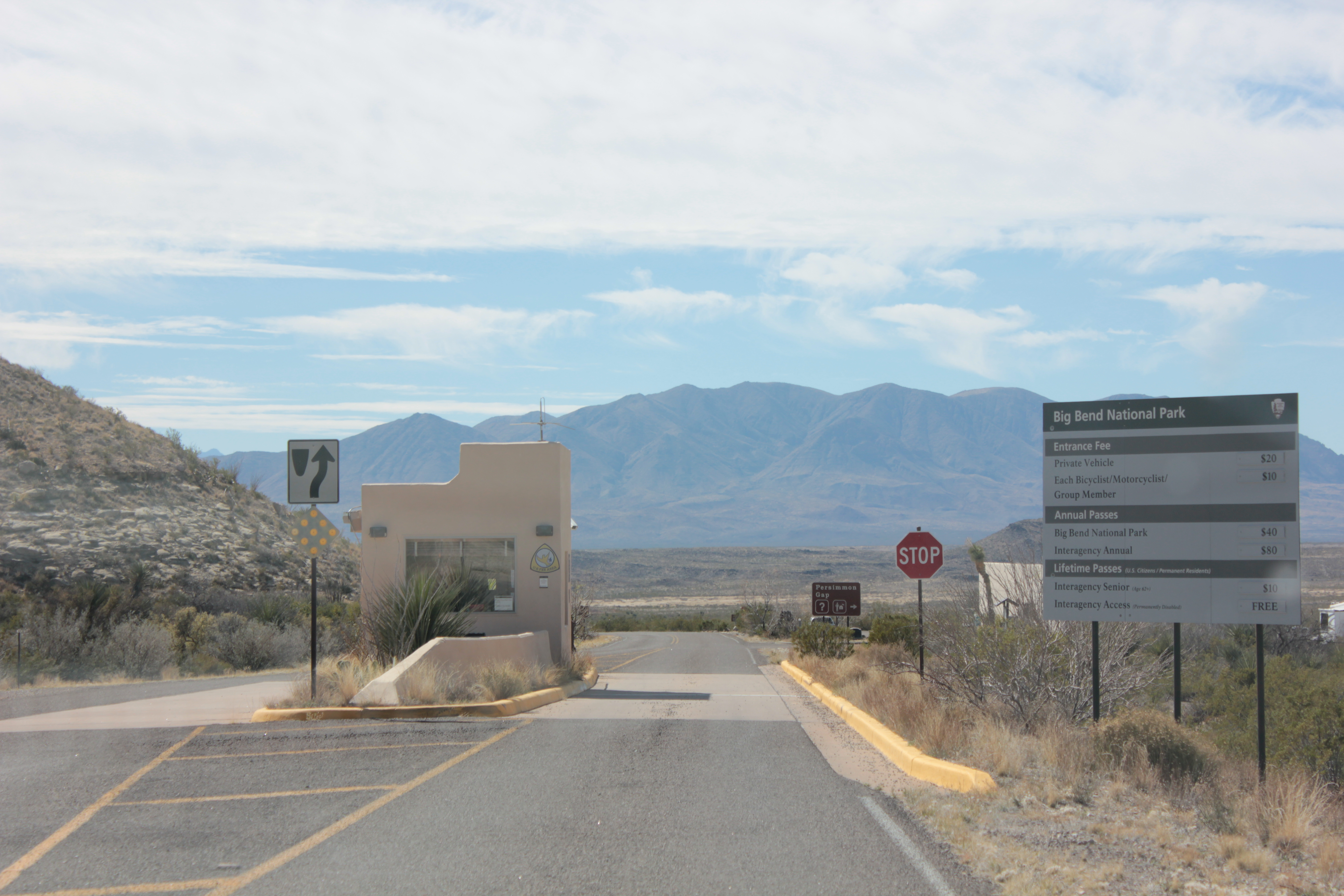
Wjazd do parku od północy przez Persimon Gap

Najbliższą autostradą jest autostrada międzystanowa nr 10 prowadząca z San Antonio do El Paso i dalej w kierunku Kalifornii, która najbliżej znajduje się o około 160 km na północ w mieście Fort Stockton. Do Parku wiodą dwie główne drogi (obie z północy): droga krajowa US 385 (z Fort Stockton 160 km, z Marathon 62 km) oraz droga stanowa TX 180 (250 km z Kent, przy Interstate nr 10, lub 129 km z Alpine). Miejscowości Marathon i Alpine są najbliższymi miejscowościami, jeśli nie liczyć opuszczonego niegdyś górniczego miasta Terlingua, leżącego około 5 km na zachód od parku, zamieszkałego obecnie przez 58 osób.
Droga US 385 wiedzie do północnego wjazdu do parku, natomiast TX 180 do zachodniego. Wjazd do parku był możliwy także przez przejście graniczne z Boquillas del Carmen do Rio Grande Village Visitor Center, lecz po wydarzeniach z 11 września 2001 roku przejście zamknięto i otwarto w 2013 roku, lecz tylko dla posiadaczy amerykańskich paszportów.

### Centra turystyczne
W parku są dwa całoroczne centra turystyczne (Visitor Center) oraz trzy, ze względu na brak klimatyzacji otwarte tylko w chłodniejszej porze roku (1 październik–30 kwietnia). Wszystkie centra w parku połączone są drogami asfaltowymi, pozostałe drogi, których jest bardzo dużo, dostępne są tylko dla samochodów z wysokim zawieszeniem i z napędem na cztery koła. Niektóre drogi w parku są dostępne tylko po uzyskaniu zezwolenia od władz parku, których przedstawiciele są w każdym centrum turystycznym. Miejsca widokowe, do których jest dojazd samochodem, posiadają udogodnienia dla osób poruszających się na wózkach inwalidzkich.

#### Panther Junction Visitor Center

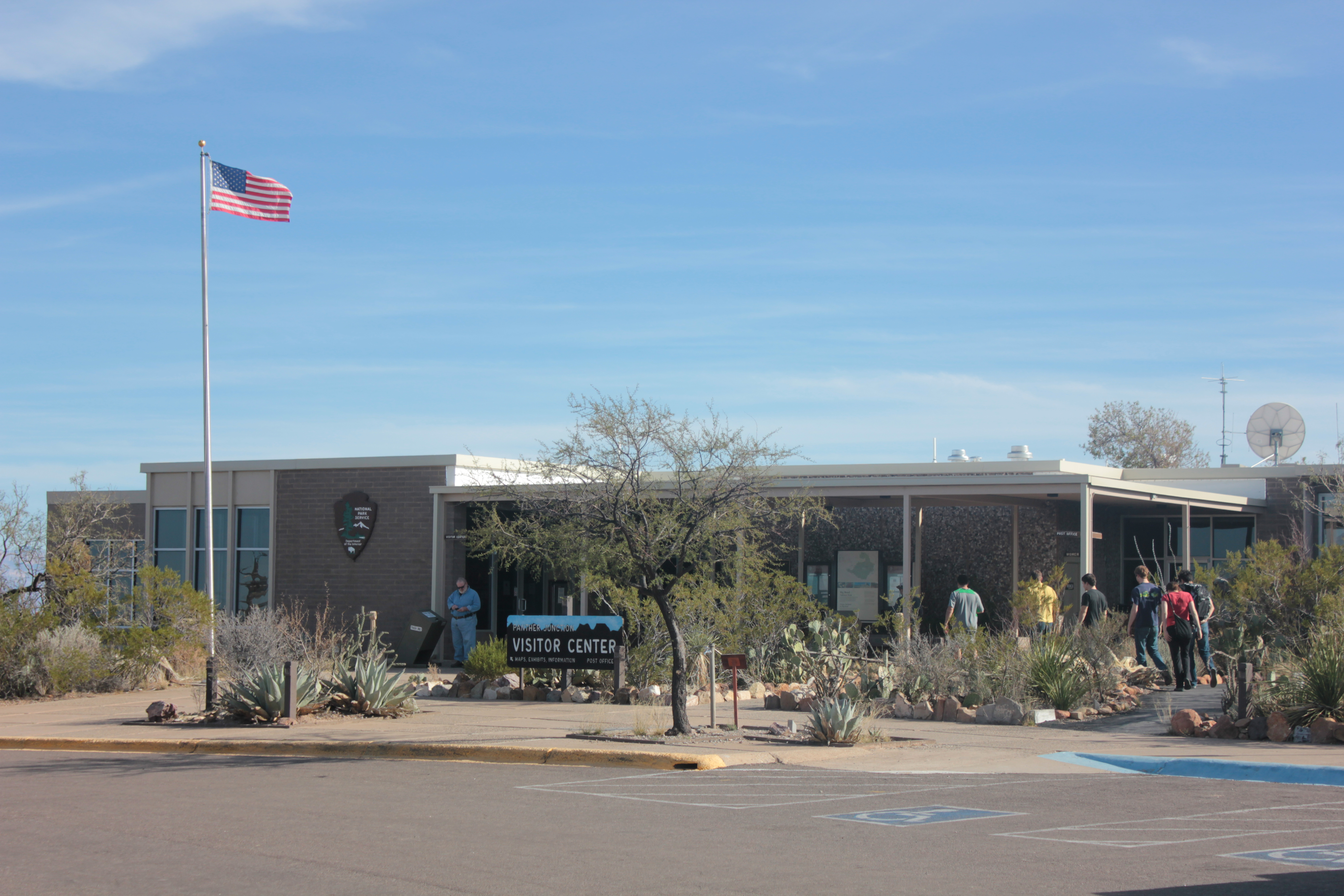
Panther Junction Visitor Center

Dyrekcja parku oraz główne całoroczne centrum turystyczne znajduje się w centralnej części parku, na północ od gór Chisos. W centrum znajduje się punkt informacyjny, interaktywna wystawa dotycząca geologii i historii parku, księgarnia, sklep z pamiątkami, mapami i drobnym sprzętem turystycznym, poczta oraz punkt zakupu kart wstępu do parku oraz zezwoleń na spływy, jazdę samochodami lub konno po bezdrożach. Ponadto w pobliżu centrum znajduje się sklep spożywczy i stacja benzynowa.

#### Persimmon Gap Visitor Center
Leży kilkaset metrów od północnego wjazdu do parku i około 42 km na północ od Panther Junction. Nieczynne od 1 maja do końca września. Persimon Gap jest przełęczą w górach Santiago, którą niegdyś Komancze pędzili na północ skradzione w Meksyku konie i krowy. Około 11 km na południowy wschód nieutwardzoną drogą można dojechać do Dagger Flat – stanowiska olbrzymich juk (Yucca faxoniana) obficie kwitnących wiosną.

#### Chisos Basin Visitor Center

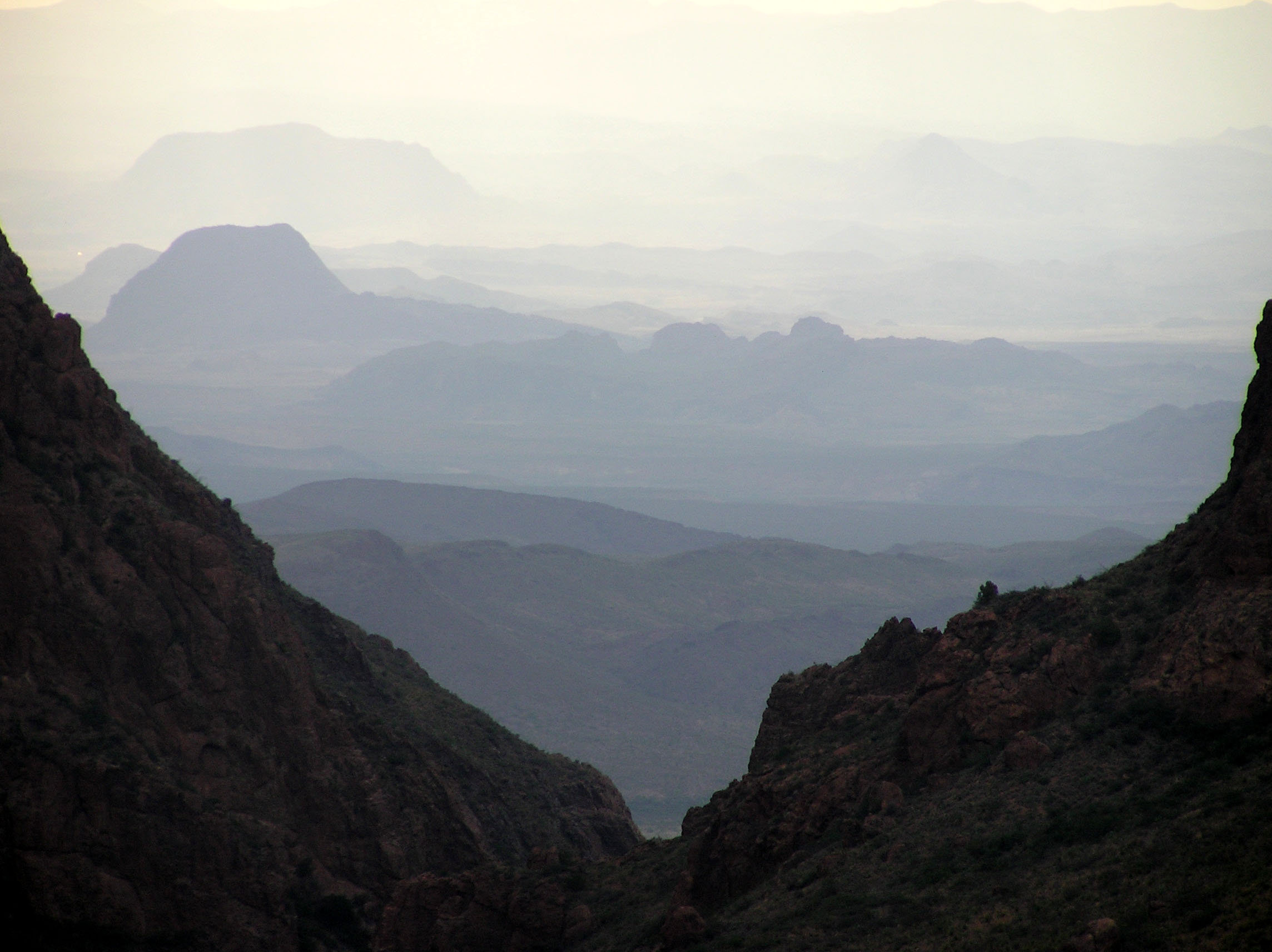
Widok z Chisos Basin przez tzw. okno (Window) na południową część parku

Czynne cały rok. Leży w centralnej kotlinie gór Chisos, z widokiem na Emory Peak, najwyższy szczyt parku. Dojazd z Panther Junction około 15 km, krętą drogą, pnącą się o ponad 500 metrów w górę. Na miejscu jest interaktywna wystawa roślin, ptaków i innych zwierząt znajdujących się w górach Chisos. W pobliżu znajduje się pole kampingowe, sklep, jedyny w parku motel oraz jedyna restauracja.
W pobliżu centrum zaczyna się łatwa i widowiskowa 5 km pętla Boulder Meadow Trail. Dla bardziej wytrawnych wspinaczy wiedzie szlak na Emory Peak, a dla najbardziej zaawansowanych 3-dniowy 53-kilometrowy szlak wiodący po graniach gór Chisos.

#### Rio Grande Village Visitor Center
Leży we wschodniej części parku, w odległości około 34 km od Panther Junction, w otoczeniu drzew, nad brzegiem rzeki Rio Grande. W odległości około 1 km jest przejście graniczne z Meksykiem (Boquillas del Carmen). Centrum jest czynne okresowo, od początku października do końca kwietnia. Jest w nim wystawa dotycząca nietoperzy oraz innych zwierząt żyjących w parku, a także pole kampingowe. W odległości około 2,5 km znajduje się punkt widokowy na Boquillas Canyon oraz początek szlaku pieszego i konnego wzdłuż kanionu.

#### Castolon Visitor Center

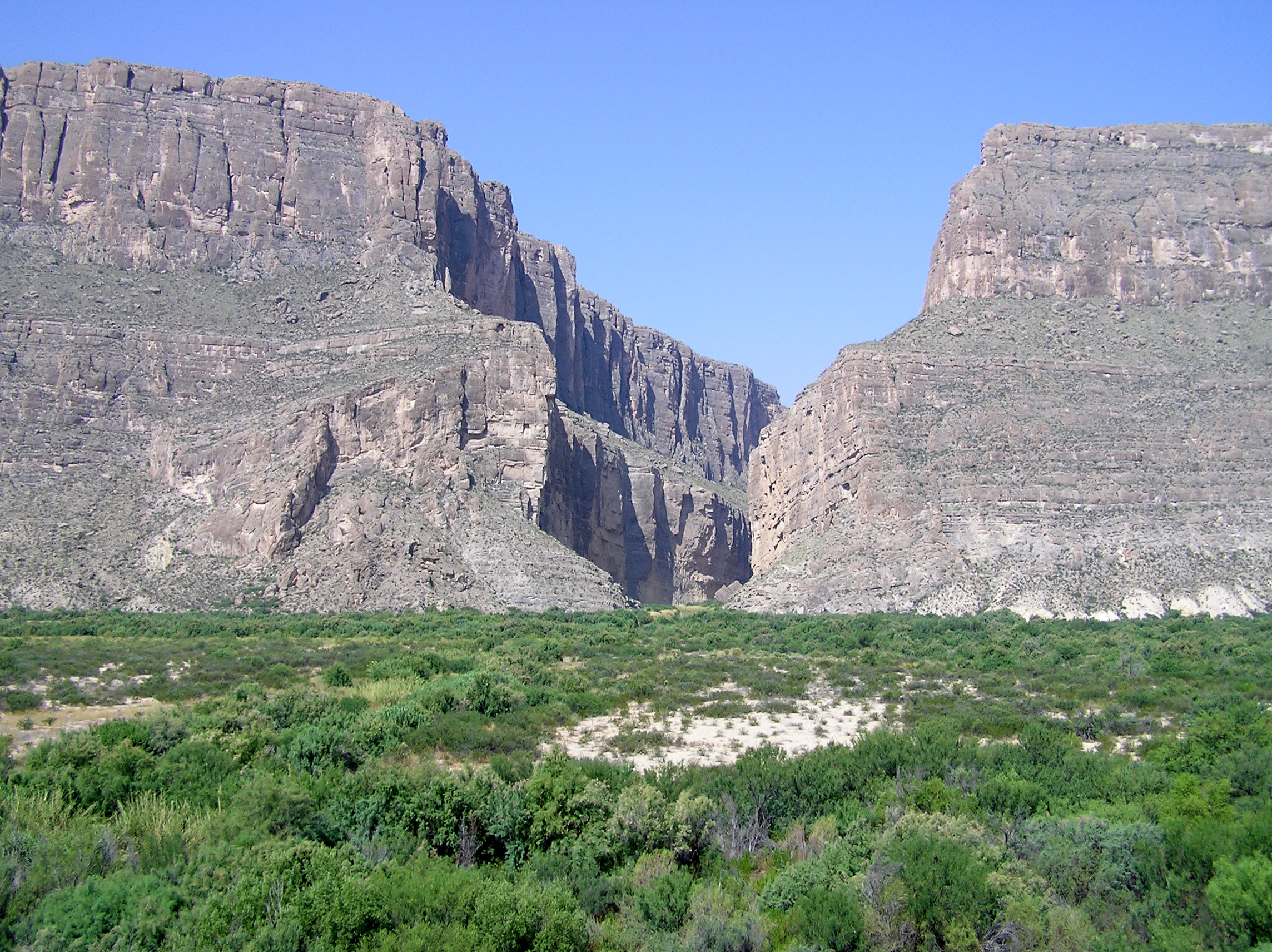
Widok na wylot Kanionu Santa Elena

Leży w zachodniej części parku, w odległości około 60 km od Panther Junction, nad brzegiem rzeki Rio Grande. Czynne okresowo, od początku października do końca kwietnia. W centrum, w budynku garnizonu strzegącego niegdyś granicy, jest stała wystawa ukazująca historię ludzi żyjących w tym nadgranicznym rejonie. Poniżej centrum nad rzeką znajduje się kamping.
W odległości około 2 km jest wejście i szlak wzdłuż Kanionu Santa Elena, którego ściany osiągają blisko 460 metrów. Droga asfaltowa kończy się w pobliżu kanionu i powrót na północ parku jest tą samą drogą (60 km) lub gruntową drogą przez pustkowia do bramy parku przy Maverick Junction.